# 바츠야야나
바츠야야나(Vātsyāyana, 산스크리트어: वात्स्यायन)는 카마수트라를 저술한 것으로 알려진 고대 인도의 철학자이다. 그는 서기 2세기 또는 3세기에 인도, 아마도 파탈리푸트라 (현재 비하르주의 파트나)에서 살았다.
그는 고타마의 니야야 수트라에 대한 최초의 보존된 주석인 니야야 수트라 바샤의 저자인 팍실라스바민 바츠야야나와 혼동해서는 안 된다. 그의 이름은 때때로 에로틱 과학의 기원이 귀속되는 아수라의 선견자 말라나가와 잘못 혼동되기도 한다.

## 전기
카마수트라 자체 외의 자료로는 바츠야야나에 대해 거의 알려진 바가 없다. 바츠야야나가 성적인 행동을 포함한 세련된 인간 행동에 대한 관심을 충족의 수단으로 여긴 것은 그의 논문 카마수트라에 기록되어 있다.
카마수트라의 마지막 부분에서 그는 자신에 대해 다음과 같이 쓰고 있다.
바브라비야와 다른 고대 저자들의 작품을 읽고 숙고하며, 그들이 제시한 규칙의 의미를 깊이 생각한 후, 본 논문은 성경의 가르침에 따라 세상의 이익을 위해 바츠야야나가 베나레스에서 종교 학생의 삶을 살면서 신을 완전히 묵상하며 저술되었다. 이 작품은 단순히 우리의 욕망을 충족시키기 위한 도구로 사용되어서는 안 된다. 이 과학의 진정한 원리를 알고 자신의 다르마(덕 또는 종교적 공덕), 아르타(세속적 부) 및 카마(쾌락 또는 감각적 만족)를 보존하며, 사람들의 풍습을 존중하는 사람은 자신의 감각을 통제하는 능력을 반드시 얻을 것이다. 요컨대, 지혜롭고 지식 있는 사람이 자신의 열정의 노예가 되지 않고 다르마와 아르타, 그리고 카마에도 주의를 기울이면 그가 하는 모든 일에서 성공을 얻을 것이다.
일부 학자들은 그가 서기 1세기에서 6세기 사이에 살았다고 믿는다. 그 이유는 다음과 같다. 그는 쿤탈라의 왕인 사타카르니 사타바하나가 사랑의 열정 속에서 카타리라는 도구로 그의 아내 말라야바티를 때려 죽였다고 언급한다. 바츠야야나는 이 사례를 인용하여 사람들이 성적 열정에 사로잡혔을 때 여성을 때리는 일부 오래된 관습에서 발생하는 위험에 대해 경고한다. 이 쿤탈라 왕은 살아서 통치했다고 믿어지므로, 바츠야야나는 그 이후에 살았음이 틀림없다. 다른 한편으로, 또 다른 저자 바라하미히라는 그의 "브리하트산히타" 18장에서 사랑의 과학에 대해 논하며, 이 주제에 대해 바츠야야나의 것을 많이 빌려온 것으로 보인다. 일부 학자들은 바라하미히라가 6세기에 살았다고 믿으므로, 바츠야야나는 6세기 이전에 그의 작품을 썼음이 틀림없다.

## 같이 보기
- 바츠야야나 암호

## 참고 문헌
- Fosse, Lars Martin, The Kamasutra. YogaVidya.com, Woodstock NY, 2012
- Doniger, Wendy & Kakar, Sudhir, Vatsyayana's Kamasutra. Oxford University Press, USA, 2009